# Valle de Santiago
Valle de Santiago è una città dello stato di Guanajuato, nel Messico centrale, capoluogo dell'omonima municipalità.
La popolazione della municipalità è di 127.945 abitanti (2014) e copre un'area di 815,52 km².